# Timur Malik

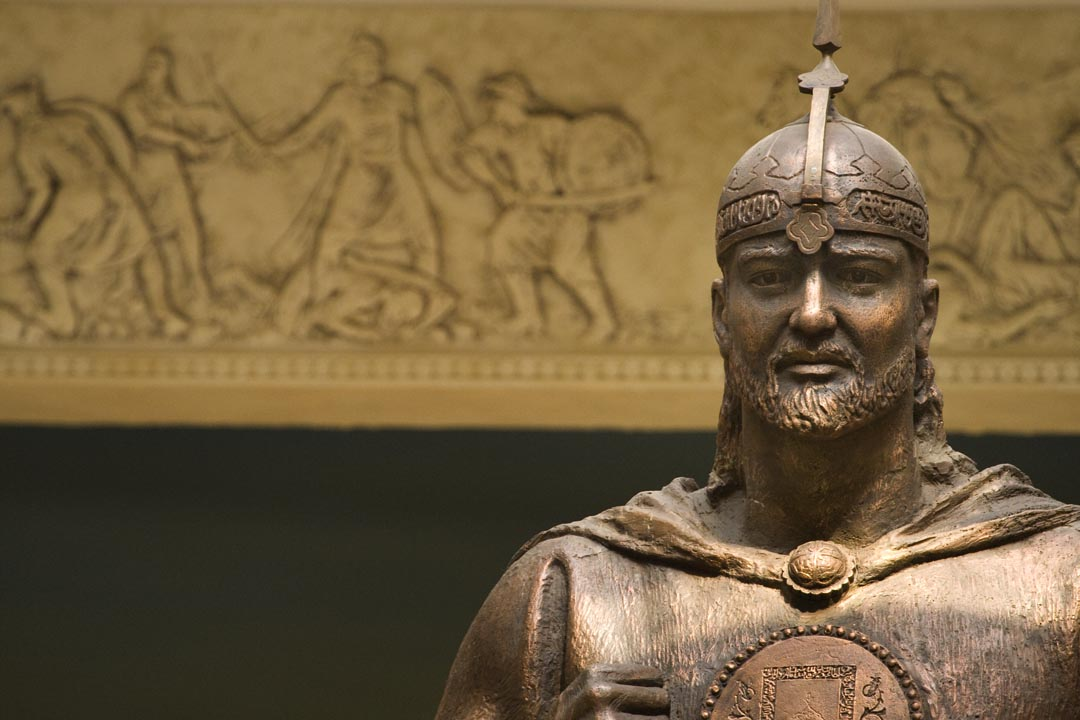
Statue Timur Maliks im Historischen Museum von Sughd

Timur Malik war bis 1219 Statthalter der Stadt Chudschand im heutigen Tadschikistan während der Herrschaft der Choresm-Schahs in Zentralasien. Heute gilt er auf Grund seiner Tapferkeit im Kampf gegen die mongolischen Invasoren als tadschikischer Nationalheld.

## Leben
Über das Leben von Timur Malik ist wenig bekannt. Erst in seiner Rolle als Statthalter von Chudschand während der mongolischen Invasion erlangte er Bekanntheit. Chudschand galt zu Timur Maliks Zeiten als eine der bedeutendsten Städte des choresmischen Reiches und war bekannt für den Weinanbau, die schönen Gärten, das traditionelle Handwerk und den Handel entlang der Seidenstraße.
Das damals in Zentralasien vorherrschende Reich der Choresm-Schahs hatte seine Blütezeit zu Beginn des 13. Jahrhunderts, bis es zu zunehmenden Spannungen mit dem mongolischen Reich unter Dschingis Khan kam. 1215 nahmen die beiden Reiche Handelsbeziehungen auf, die durch die Ermordung einer mongolischen Handelsgesellschaft im choresmischen Otrar ein abruptes Ende fanden. Vor diesem Hintergrund brach Dschingis Khan 1218 zu einem Rachefeldzug nach Choresmien auf. 1219 erreichte er mit seiner Streitmacht die gut befestigte Stadt Chudschand, in der Timur Malik Statthalter war. Timur Malik verschanzte sich mit den Bewohnern der Stadt in der heute nach ihm benannten Timur-Malik-Festung, sodass der Fluss Syrdarja als natürliche Barriere zum mongolischen Heer fungierte. Die mongolische Streitmacht umfasste 20.000 Mann, doch vorerst hielt Timur Malik die Festung gegen die Invasoren. Durch den Bau einer Brücke durch 50.000 Kriegsgefangene gelang es den Mongolen schließlich – trotz des ständigen Beschusses durch die von Timur Malik geführten Verteidiger – die Stadt zu erobern. Timur Malik gelang es aber, die Bewohner rechtzeitig aus der Stadt zu evakuieren. Er wurde auf seiner Flucht von den Mongolen verfolgt; angeblich bewies er dabei besondere Tapferkeit, indem er seine zahlenmäßig überlegenen Verfolger immer wieder mit seinen Pfeilen verwundete oder tötete. Seine Fähigkeit im Bogenschießen wurden vom persischen Historiker Ata-Malik Juvayni gerühmt, der in seinem Hauptwerk Tārīch-i Dschahānguschāy beschrieb, dass Timur Maliks Pfeile nie ihr Ziel verfehlten.
Nach der erfolgreichen Flucht wanderte Timur Malik als Derwisch durch den heutigen Irak, ehe er sich im heutigen Syrien niederließ. Später kehrte er in seine Heimat Chudschand zurück, wo er starb.

## Belege
1. ↑  Svat Soucek, Branko Soucek: A History of Inner Asia. S. 245.
2. ↑  Narendra Simone: Stan Stumble: Central Asia Travel Humour. Kanada 2016.
3. ↑  Michael Weiers: Erbe aus der Steppe: Beiträge zur Sprache und Geschichte der Mongolen. Harrassowitz Verlag, S. 137.
4. ↑  Anwarul Haque Haqqi (*1922): Chingiz Khan: The Life and Legacy of an Empire Builder. Primus Book, Delhi 2010, ISBN 978-81-908918-9-9, S. 102 ff.

| Personendaten    | Personendaten |
| ---------------- | --- |
| NAME             | Malik, Timur |
| KURZBESCHREIBUNG | Statthalter der Stadt Chudschand im heutigen Tadschikistan während der Herrschaft der Choresm-Schahs in Zentralasien |
| GEBURTSDATUM     | 12. Jahrhundert |
| STERBEDATUM      | 13. Jahrhundert |